# SVT24
SVT24 (under en period enbart 24), är en svensk TV-kanal från Sveriges Television som främst inriktar sig på repriser från andra SVT-kanaler.
Den 18 januari 2010 flyttades SVT24 från sin ursprungliga kanalplats till Barnkanalen och sänder numera bara från klockan 20.00 till 01.00/02.00, då Barnkanalens sändningar är slut för dagen. På SVT24:s gamla kanalplats sänds numera istället Kunskapskanalen.
2010 var de 10 mest sedda programmen på SVT24 sportprogram. Den 25 november 2013 ansökte SVT om tillstånd att få sända kanalen i HDTV-format. Den 16 april 2014 gav regeringen SVT klartecken för Kunskapskanalen och Barnkanalen/SVT24 att få sända i HDTV-format under 2015.

## Distribution
Vid starten kunde SVT24 ses via det digitala marknätet, via satellit hos Canal Digital och i digitala kabelnät. De första åren var det få som kunde se kanalen, ett problem som späddes på av SVT:s distributionspolicy som förbjöd omvandling av kanalen till analoga signaler.
Analog omvandling tilläts först år 2003. Samma år slöts avtal om distribution med Viasat och kanalen började sända utan kryptering i det digitala marknätet.
Den 1 juli 2005 trädde en förändring av lagen om must carry i kraft. Den innebar i praktiken att SVT24 (såväl som Barnkanalen/Kunskapskanalen) skulle distribueras fritt i kabelnät. Ungefär samtidigt hade SVT och UR kommit överens med kabel-TV-företagen UPC och Com Hem om att kanalen skulle distribueras i deras analoga grundutbud.
Fortfarande i september 2007 var dock ett stort antal hushåll – som tidigare varit kunder hos UPC – fortfarande tvungna att betala till Comhem för att kunna se både Kunskapskanalen och SVT24, trots avtalen om fri mottagning mellan Comhem och SVT respektive UR.
De analoga sändningarna har inneburit en kraftigt ökad tittarmängd, fullt jämförbar med kanaler som TV3 och Kanal 5. Detsamma gäller Barnkanalen och Kunskapskanalen som också vuxit i tittarmängd sedan sommaren 2005.

## Finansiering
SVT24 är en del av Sveriges Television och Utbildningsradions verksamhet och finansieras därigenom av den obligatoriska TV-licensen. 2009 är TV-avgiften i Sverige 2 076 kronor om året eller 173 kronor i månaden. Public service-bolagen SVT, SR och UR har en årlig budget på närmare 6,7 miljarder kronor. Det motsvarar 18,6 miljoner kronor per dygn.

## Historia

### Starten

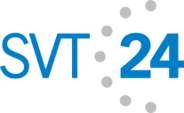
SVT24:s första logotyp från starten 15 mars 1999.

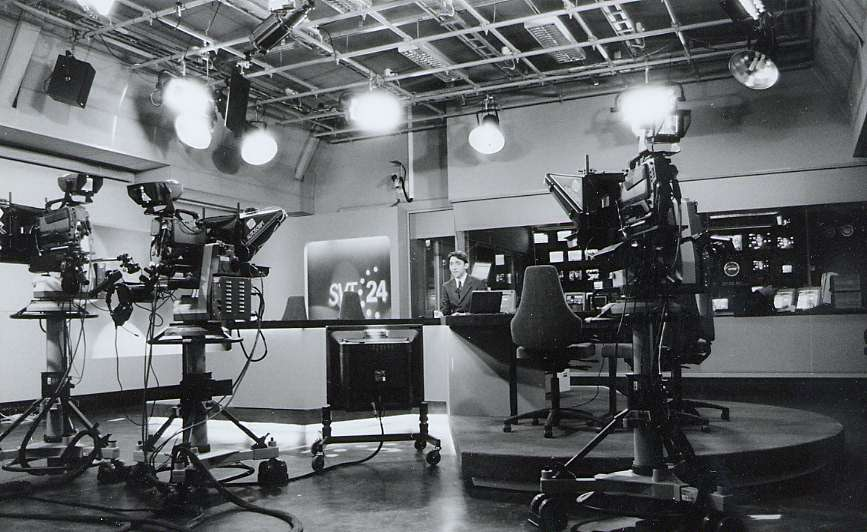
SVT24:s första nyhetsstudio fram till 2001 med journalisten Olof Engvall som ledde premiärsändningen.

Den 15 mars 1999 klockan 13.15 inleddes sändningarna av SVT24 i den egna kanalen och i SVT2. Den första sändningen leddes av Olof Engvall och inleddes med en nyhetssammanfattning. Därefter invigdes kanalen genom att Sam Nilsson klippte av ett band. Även redaktionschef Lena Lundkvist medverkade. Inspiration hämtades från BBC:s nyhetskanaler BBC News 24 och amerikanska CNN som i slutet av 1970-talet startade världens första dygnet runt-sändande nyhetskanal.
Den nya kanalens sändningar bestod mestadels av ett "nyhetshjul" som upprepades varje timme. Man sände nyheter en gång varje kvart, på hel- och halvslag hade man en längre sändning och kvart över samt kvart i hade man nyhetssammanfattningar. Dessutom sändes A-ekonomi två gånger i timmen i kanalen och man hade flera vädersändningar. Efter nyhetssammanfattningarna visades vanligtvis fördjupande inslag. Ett annat inslag i tidiga SVT24 var "Nordiskt" med inslag från övriga nordiska TV-bolag. Kanalen sände även dagtid i de vanliga SVT-kanalerna varje vardag till en början. Först i SVT2 och under sommaren i SVT1. Dessutom blev det SVT24 som fick stå för extrasändningarna vid speciella händelser.
Efter hand under 1999 och 2000 togs Rapports sändningar klockan 12.00, 16.00, 17.00 och sent på kvällen över av SVT24. År 2000 flyttade även Rapport Morgon till SVT24:s lokaler. Anledningen var en besparing eftersom SVT24:s sändningsteknik gjorde det mycket billigare att sända nyheter.
Den 1 juni 2000 slogs SVT24 ihop med SVT Text och SVT:s nyhetswebb svt.se. Efter hand besparades det dock på SVT24. Kanalen användes som en utbildningsplats för den nya tekniken och när denna utbildning var klar slutade man sända under dagtid under längre tid och hade sändningsuppehåll mellan 9.30 och 16.00. Dessutom försvann A-ekonomis sändningar.

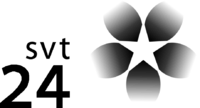
Ny logotyp som började användas från 2001.

Den 8 september 2001 fick Aktuellt och Rapport nya vinjetter. Detta ledde till att Rapport tog över alla SVT24:s kortsändningar i SVT1 och SVT24 bara sände digitalt, samt analogt vid speciella händelser och på nätterna i SVT1. SVT24 flyttade in i den nya studion och fick nya vinjetter en vecka efter Aktuellt och Rapport. Under SVT24:s sista vecka sände man bara på nätterna och från Uutisets lilla studiodel, istället för det breda bord man haft tidigare.

### Relanseringen 2003

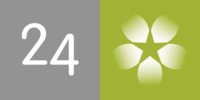
Nya kanalen 24:s logotyp.

Den 24 februari 2003 startades en ny kanal som var en vidareutveckling av SVT24, men gick under namnet 24. Bland annat fick kanalen en bredare profil som även inneslöt sportsändningar och andra program, till skillnad från SVT24 som stort sett bara sänt nyhetssändningar. Dessutom började man sända på helgerna.
Under det första halvåret sände kanalen korta nyheter varje hel- och halvtimme dygnet runt (under helgerna varje timme 8.00–17.00). Däremellan sändes 24 Direkt, repriser och 24 Måndag, 24 Tisdag, 24 Onsdag etc. (fördjupningsprogram) växelvis mellan 9.30 och 18.00 på vardagarna. På kvällstid sändes de egenproducerade programmen 24 minuter (20.03–20.30), Sverige Nu (20.33–21.00) samt 24 Nöje och 24 Konsument (22.03–22.30). Detta kompletterades med inköpta dokumentärer och reportage mellan 19.03 och 20.00 samt mellan 21.03 och 22.00 och nyheter från BBC World 23.03–23.30. Nattetid sändes repriser från dagen mellan nyheterna och repriser av samtliga regionala nyhetsprogram. Under helgerna sändes 24 Vision och en del sportsändningar. Dessutom samsände kanalen i viss utsträckning med SVT1 och SVT2.
Under sommaren gör de flesta av programmen uppehåll, bara de korta Rapportsändningarna, 24 Måndag etc., Sverige Nu, 24 Sport och BBC World sände under sommaren 2003. Istället visades 24 Vision under dagtid. På kvällarna repriserades en del av vårens program och under nattetid var sändningarna oförändrade.
Hösten 2003 drabbades kanalen av besparingar och Rapportsändningarna begränsades till att bara sändas en gång i timmen. Fördjupningsprogrammet bytte namn till Studio 24 och fick en begränsad sändningstid till 17.05–18.00. Under dagtid sändes istället enbart 24 Direkt mellan 9.30 och 16.00. På natten gjordes en del förändringar i utbudet och programmet 24 Resa startade. Dessutom började man sända en TV-version av radioprogrammet Lantz i P3 varje vardag.
Våren 2004 förändrades kvällstablån. 24 minuter lades ner och vidaresändningarna från BBC upphörde. Istället inleddes dagliga nyhetssändningar av 24 Nöje och 24 Konsument mellan 20.05 och 20.30, tre utsändningar av Sportnytt varje vardag och utökade samsändningar med SVT1 och SVT2. I övrigt var tablån i stort sett oförändrad, bortsett från att 24 Resa sändes två gånger i veckan, att delar av Studio 24 sändes även på kvällen och att man började reprisera regionala nyheter mellan 23.05 och midnatt. Ett nytt program kallat Kultursvepet startade.
Vid relanseringen 2003 byttes namnet SVT24 ut mot bara "24". Att 24 var svårt att använda rent kommersiellt hade ledningen uppenbarligen glömt. Ofta kallade man ändå kanalen "SVT24" eller "24:an". Efter något år började kanalen heta SVT24 igen i vissa EPG:er igen. Kanalen presenteras också åter som SVT24.
Även under sommaren 2004 gjorde de flesta programmen förutom Studio 24, Sverige Nu, Sportnytt och Rapport uppehåll. 24 Direkt och 24 Sport sände även i viss utsträckning under sommaren. På dagarna sändes 24 Vision. Under OS i Aten utgick alla program förutom Gomorron Sverige och Rapport-sändningarna och man sände sport från 9.00 till 23.00 varje dag under OS. Den 30 augusti 2004 inleddes åter de ordinarie sändningarna, vilket i stort sett innebar att man återgick till vårens tablå. Utöver detta byttes alla vinjetter och tablåer mellan sändningarna. De gick dock fortfarande i grönt färgtema. Studio 24 fick en ny studio. Den 6 oktober startade kulturprogrammet K2.
Den 10 januari 2005 återgick 24 till ordinarie sändningar efter julhelgen. Inför det nya året hade flera tablåförändringar införts. K2, 24 Resa och Kultursvepet försvann ur tablån. På de tider då dessa program sänts (21.35–22.00) sändes istället repriser från Studio 24. Studio 24:s huvudsändning hade dessutom flyttats fram till 18.15–19.00. 24 Direkts kvällsprogram sändes istället 17.35–18.00. Man hade även planerat att återuppta nattsändningarna av kanalen i SVT1, men dessa tidigarelades på grund av jordbävningen i Indiska oceanen och fick således ingen egentlig premiär. Den 17 januari 2005 började kanalen sändas 9.30–15.00 i SVT2. Dessa sändningar bestod främst av 24 Direkt samt Rapportsändningar på timslagen.
Den 26 september 2005 slutade man samsända Aktuellt och Rapport under kvällstid med SVT1 och SVT2. Istället blev tiden 19.00…20.00 och 21.00–21.30 repristid för program som visats i SVT:s andra kanaler. Detta väckte uppmärksamhet i massmedia eftersom man, förutom repriserna, också skulle sända TV-serien Vita huset i SVT24. De tittare som inte hade SVT24 fick vänta några månader tills serien började sändas i SVT1 om de vill se den.
Mot slutet av hösten lades 24 Konsument ner. 24 Nöje bytte i januari namn till Nöjesnytt. Nöjesnytt började under våren 2006 sändas i Gomorron Sverige och i SVT2 på kvällarna.
Under hösten utökades sändningarna av servicerepriser ännu mer. Tidigare var de begränsade till de tidpunkter när det samtidigt sändes nyheter i SVT1 och SVT2, men nu började servicerepriser även sändas på andra tidpunkter.
I juli 2006 meddelades att SVT skulle genomföra besparingar på nyhetsverksamheten under 2007. Detta innebar att Studio 24 skulle läggas ned. Studio 24 fortsatte sända hela hösten, men gör sin allra sista sändning den 22 december 2006.
Sammantaget ökade tittandet på SVT24 under 2006. Under helåret 2005 lade svensken i snitt 0,7 minuter per dag på SVT24, under november 2006 var den siffran det dubbla: 1,4 minuter per dag och person (Källa: MMS).

### Förändringar 2007
Inför år 2007 förändras programutbudet i SVT24. Programdirektör Leif Jakobsson talade i sammanhanget om att SVT24 blir "SVT:s tredje kanal", jämställd med SVT1 och SVT2. Profilen som nyhetskanal övergavs med motiveringen att denna profil "passerats av utvecklingen", bland annat genom en stor ökning av nyhetskonsumtion via Internet sedan 1999.
I den nya SVT24 som började sända 15 januari 2007 visades repriser av SVT-program mellan cirka 19.00 och 23.00. Före 21.30 visades främst samhälls-, kultur- och dokumentärprogram. 21.30 visades ett halvtimmesblock med nyheter från Rapport där även Nöjesnytt ingick. Därefter sänds bland annat drama- och nöjesprogram. I nattsändningarna, som fortsatt samsänds med SVT1, behålls Rapportsändningarna. Även 24 Direkt och helgens sportsändningar behålls.

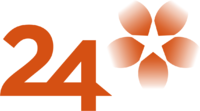
SVT24:s nya logotyp vid grafikbytet i september 2007.

I september fick SVT24 en ny grafisk profil. Samtidigt började SVT marknadsföra kanalen mer som en repriskanal, där man kunde se populära program som till exempel Plus eller Svensson, Svensson i repris.
I samband med de olympiska spelen 2008 sände SVT24 sport som komplement till SVT1:s huvudsändning. Detta gjorde att SVT24 under augusti månad blev Sveriges sjätte mest sedda kanal med en tittartidsandel på 5,0 procent.

SVT24:s tidigare officiella logotyp från 25 augusti 2008 till 4 mars 2012.

SVT:s dåvarande vd Eva Hamilton lanserade under 2008 en programstrategi som gjordes SVT1, SVT2 och SVTB till företagets huvudkanaler, medan SVT24 och deltagandet i Kunskapskanalen nedprioriterades.

### Förändringar 2010
18 januari 2010 förändrades kanalens utbud och programplats. Kanalen började dela sändningsutrymme med Barnkanalen och startade därefter sina sändningar 20.00. Istället tog Kunskapskanalen över SVT24:s gamla kanalplats och integrerade 24 Direkt (omdöpt till SVT Forum) i sina sändningar. SVT24 sände därefter huvudsakligen ett reprisblock på kvällstid och nyheter på natten.
I augusti 2013 flyttar nattens Rapportsändningar och repriser av regionala nyheter från SVT24 till SVT2. Istället visas mer repriser i SVT24. Kanalen används även för att sända teckenspråkstolkade och syntolkade versioner av program från SVT1 och SVT2. Barnkanalen utökade sina sändningar med ytterligare en timme i januari 2015, varefter SVT24 inleder sina sändningar klockan 21.00.

### Förändringar 2018
Från 16 augusti 2018 återgick Barnkanalen till att avsluta sina sändningar kl. 20.00. Det innebar att SVT24 i sin tur återgick till att regelbundet starta en timme tidigare, dvs. kl. 20.00, så som varit fallet innan januari 2015 och vid vissa sportsändningar även efter det datumet.

## Program
Har är ett urval av de program som sänds i SVT24 under 2015:
- Vem vet mest? (repris)
- Strömsö (repris)
- Korrespondenterna (repris)
- Antikduellen
- Minnenas television (repris)
- Mästarnas mästare (repris)